# Новокрасне (Новосибірська область)
Новокрасне (рос. Новокрасное) — село у Чистоозерному районі Новосибірської області Російської Федерації.
Входить до складу муніципального утворення Новокрасненська сільрада. Населення становить 599 осіб (2010).

## Історія
Згідно із законом від 2 червня 2004 року органом місцевого самоврядування є Новокрасненська сільрада.

## Населення
| 2002 | 2007 | 2010 |
| ---- | ---- | ---- |
| 659  | ↗671 | ↘599 |